# A.L.I.C.E.
A.L.I.C.E. — виртуальный собеседник, программа, способная вести диалог с человеком на естественном языке. Она создана по подобию первой программы-собеседника, Элизы, и использует технику эвристического сопоставления фразы пользователя с образцами в базе знаний. A.L.I.C.E. — одна из лучших в своём роде, она три раза (в 2000, 2001, 2004 годах) становилась победителем премии Лёбнера. Несмотря на это, ни A.L.I.C.E., ни другие программы не могут пока пройти тест Тьюринга.
A.L.I.C.E. — аббревиатура от англ. Artificial Linguistic Internet Computer Entity, что дословно можно перевести как «Искусственное лингвистическое интернет-компьютерное существо». Но это название было подобрано в соответствии с именем компьютера, «Alice», на котором программа впервые была запущена.
Разработка началась в 1995 году. В начале 1998 программа была переписана на Java. Текущая реализация на Java называется «Программа D» . A.L.I.C.E. использует подмножество XML — AIML , язык разметки для искусственного интеллекта.
Первоначально автором проекта был Ричард Воллес (Richard Wallace), но после публикации спецификации AIML множество сторонних разработчиков написали интерпретаторы AIML на множестве языков программирования и подготовили документы AIML для различных языков.